# Кетілаурі
Кетілаурі (груз. კეთილარი) — село в Грузії.
За даними перепису населення 2014 року в селі проживає 57 осіб.